# Diario de Sevilla de Comercio, Artes y Literatura
El Diario de Sevilla de Comercio, Artes y Literatura fue un periódico publicado en Sevilla entre 1829 y 1856, durante la Década Ominosa y el reinado de Isabel II.

## Historia
Editado en Sevilla, fue impreso en las imprenta de Mariano Caro y en la de Herrera Dávila, Llera y Compañía, calle de la Pajería n.º14 y en la de la Muela.
Su primer número apareció a comienzos de 1829 y los últimos de los que Manuel Chaves tiene constancia corresponden a agosto de 1856. Salía diariamente, con ejemplares de cuatro páginas en pliego de papel de hilo. A partir de 1844 se publicó en folio mayor y, tras 1847 y hasta su conclusión, en gran tamaño. Varió de papel, tipos y orden. Ofrecía suplementos.
En el periódico, propiedad de José Herrera Dávila, participaron como redactores o colaboradores nombres como los de Manuel Ruiz Crespo, Manuel María del Mármol, Antonio Gómez Aceves, Pascual Cozar, Félix González de León, José María Tenorio, José Velázquez y Sánchez, José de Figueroa, N. Ariño, Antonio Martín Villa, Enrique Font, Fernando Santos de Castro, J. Gutiérrez, José Díaz Ibarrena, José Montadas, Fermín de la Puente Apecechea, Joaquín Guichot y Parody, Francisco de Paula Tirado, Manuel María de Santa Ana, Juan José Bueno, Timoteo Alfaro, Francisco Collantes de Terán y Carlos Jiménez Placer, entre otros.
Su contenido incluía artículos políticos, sueltos, noticias, cortes, sección comercial, poesías, folletín, literatura, avisos, espectáculos y anuncios, entre otras secciones.